# 建曆
建曆（1211年三月九日至1214年十二月六日）是日本的年號之一。這個時代的天皇是順德天皇，由後鳥羽上皇實施院政。鎌倉幕府之征夷大將軍為源實朝；執權為北條義時。

## 改元
- 承元五年三月九日（1211年4月23日）改元建曆
- 建曆三年十二月六日（1214年1月18日）改元建保

## 出處
《後漢書律曆志中·漢安論曆》：「太史令虞恭、治曆宗訢等議：『建曆之本，必先立元，元正然後定日法，法定然後度周天以定分至。……』」

## 大事記
- 建曆二年：鴨長明的作品《方丈記》成書。
- 建曆三年間：《金槐和歌集》成書。
- 建曆四年正月：和田義盛起兵。

## 紀年、西曆、干支對照表
| 建曆       | 元年   | 二年   | 三年   |
| 儒略曆日期 | 1211年 | 1212年 | 1213年 |
| 干支       | 辛未   | 壬申   | 癸酉   |